# Alexandra Platzer
Alexandra Platzer (* 23. Februar 1986 in Linz) ist eine österreichische Politikerin der Österreichischen Volkspartei (ÖVP). Vom 23. Oktober 2021 bis zum 24. Jänner 2024 war sie vom Oberösterreichischen Landtag entsandtes Mitglied des Bundesrates, seit dem 25. Jänner 2024 ist sie Abgeordnete zum Oberösterreichischen Landtag.

## Leben

### Ausbildung und Beruf
Platzer besuchte nach der Volksschule VS3 in Wels das dortige Gymnasium Dr.-Schauer-Straße. Danach absolvierte sie die Höhere Lehranstalt für Tourismus in Bad Leonfelden, wo sie 2005 maturierte. Ab 2008 belegte sie den Universitätslehrgang für Tourismusmanagement an der Universität Linz, den sie 2010 als Master of Business Administration (MBA) abschloss.
Platzer ist seit 2006 Geschäftsführerin und seit 2021 Inhaberin des Hotels und Restaurants Bayrischer Hof sowie des Hotels Alexandra in Wels.

### Politik
In der Wirtschaftskammer Oberösterreich (WKOÖ) ist sie 2020 Mitglied der Fachgruppe Hotellerie sowie des Bezirksstellenausschusses der Wirtschaftskammer Wels. Im Oktober 2021 wurde sie in Wels geschäftsführende ÖVP-Stadtparteiobfrau, 2022 wurde sie zur Stadtparteiobfrau gewählt.
Nach der Landtagswahl in Oberösterreich 2021, bei der ein Bundesrats-Mandat von der FPÖ zur ÖVP wanderte, wurde sie zu Beginn der XXIX. Gesetzgebungsperiode am 23. Oktober 2021 vom Oberösterreichischen Landtag entsandtes Mitglied des Bundesrates. Am 3. November 2021 wurde sie als Bundesrätin angelobt. Im Dezember 2023 gab Peter Csar bekannt, sein Landtagsmandat aufzugeben. Der Landesparteivorstand nominierte Alexandra Platzer als dessen Nachfolgerin. Für sie rückte Bernhard Ruf im Bundesrat nach. Platzer wurde am 25. Jänner 2024 als Abgeordnete zum Oberösterreichischen Landtag angelobt.
Im Dezember 2024 wurde ihr Rückzug aus dem Landtag bekanntgegeben, ihr Mandat ging an Michael Weber.